# Q (Star Trek)
Q es un personaje ficticio del universo de la serie de ficción Star Trek. Es un ser omnipotente que pertenece a una comunidad llamada Continuum Q, la cual según él, "está fuera de la comprensión humana". Q es un ser inmortal, omnisciente y omnipotente, al igual que todos los seres del Continuum Q. No tiene nada mejor que hacer que "jugar" sembrando el caos por el universo e incordiando a la tripulación de la Enterprise, especialmente al Capitán Jean-Luc Picard. Aparece en las series Star Trek: La Nueva Generación, Star Trek: Espacio Profundo Nueve, Star Trek: Voyager y Star Trek: Picard, interpretado por el actor John de Lancie.
En Star Trek: Voyager aparece en la temporada 2, episodio 18, en ese episodio se aclara que los Q no son omnipotentes, sino que su poder está muy por encima del poder humano. También llevan a los tripulantes a conocer el Continuum Q.
Q es también un nombre común que usan todos y cada uno de los miembros del Continuum Q.
El personaje fue creado por Gene Roddenberry para el episodio piloto de Star Trek: The Next Generation, cosa que le disgusta al equipo de producción. Esto se debe a que él mismo cambió el guion.
Se sabe que el ser Q, que generalmente toma la forma de un hombre humano, se enfrentó a la nativa de El-Aurian Guinan alrededor de 2166, un siglo antes de que los Borg dispersaran a su gente y más de 250 años después de que ella se encontrara por primera vez con el Capitán Picard y su tripulación cuando ellos viajaban en el tiempo en el viejo San Francisco. Q y Guinan se consideran enemigos.
Nota: El personaje creado por Gene Roddenberry como Q y siempre interpretado por el actor John de Lancie, tiene su paralelismo y semejanza con el personaje Trelane protagonizado por William Campbell en la serie original de Star Trek TOS cuyo protagonista es William Shatner como capitán Kirk.